# Gilbert Buote
Gilbert Buote (Miscouche, 20 février 1833 - Tignish, 16 juillet 1904) était un instituteur, un éditeur et un rédacteur en chef canadien. Il était le fondateur du premier journal francophone de l'Île-du-Prince-Édouard, L'Impartial. Il a également écrit le premier roman acadien : Placide, l'homme mystérieux.

## Biographie
Gilbert Buote naît le 20 février 1833 à Miscouche, à l'Île-du-Prince-Édouard. Il fréquente tout d'abord l'école de Tignish puis suit des cours de latin et de grec avec l'abbé Peter McIntyre. Il entre ensuite à la Central Academy de Charlottetown, où il obtient un brevet d'enseignement de première classe. Il enseigne durant deux ans. Il étudie ensuite au Collège de Sainte-Anne-de-la-Pocatière, au Québec, avant de poursuivre sa carrière d'enseignant durant quarante autres années.
Il milite pour l'enseignement du français et parvient, avec l'aide de Joseph-Octave Arsenault, à faire réintroduire des manuels en français, qui avaient été interdits en 1871. Souhaitant combattre l'anglicisation des Acadiens de l'Île-du-Prince-Édouard, il fonde l'hebdomadaire L'Impartial en 1893 à Tignish ; c'est alors le seul journal francophone de l'île. Il s'en sert pour faire la promotion d'un projet d'association provinciale d'instituteur acadiens, qui est finalement crée plus tard dans l'année.
Il est le premier acadien à publier des recherches historiques. Avec la publication de Placide, l'homme mystérieux en 1904, il devient le premier acadien à écrire un roman.